# 연합군 최고사령부

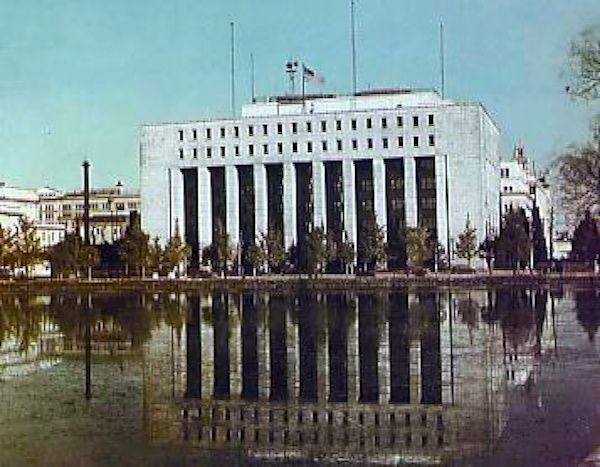
연합군 최고사령부 (1950년경 촬영)

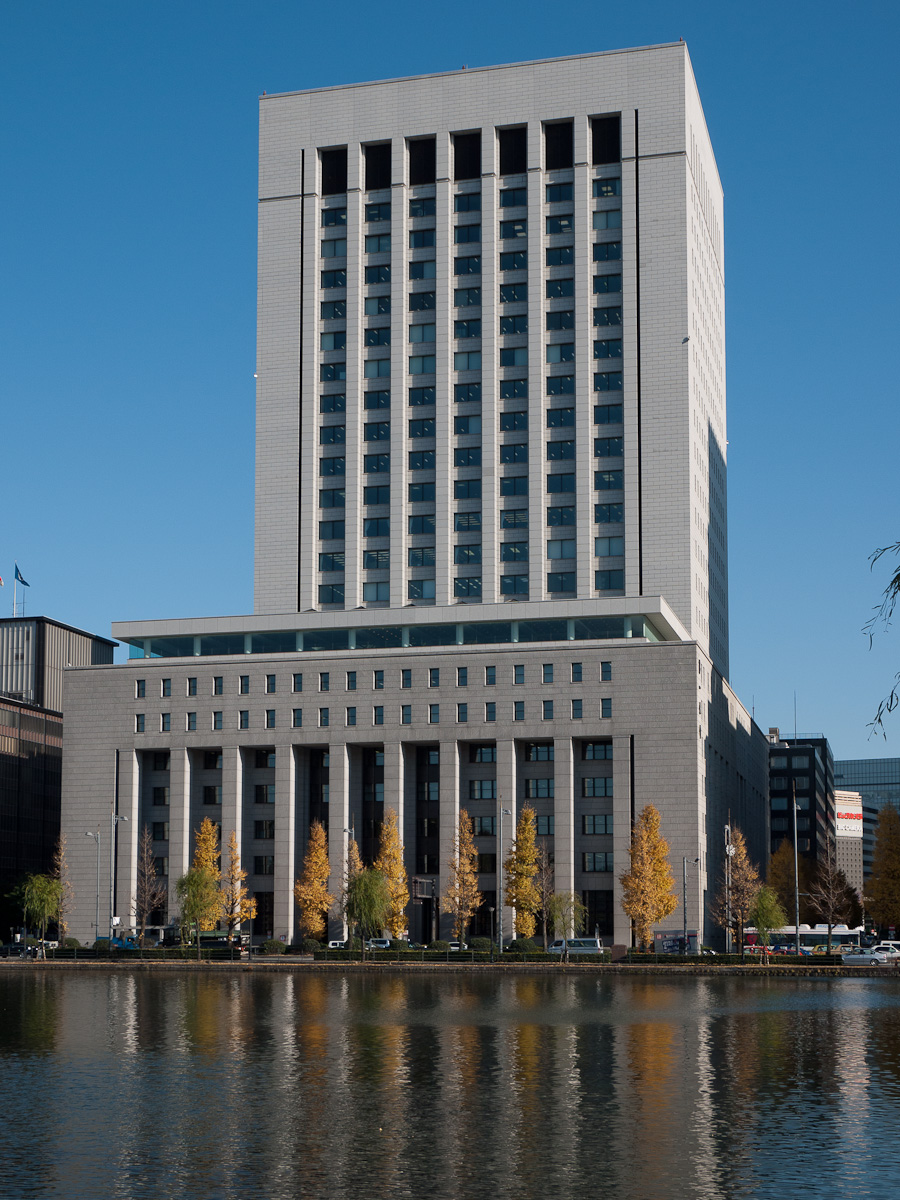
전 연합군 최고사령부 건물의 현재 모습 (2005년 촬영)

연합군 최고사령부(聯合軍 最高司令部, 영어: Supreme Commander for the Allied Powers, SCAP, General Headquarters, GHQ, GHQ–SCAP, 일본어: 連合国軍最高司令官総司令部 렌고우코쿠군사이코우시레이칸소우시레이부[*])는 일본이 제2차 세계 대전에 패한 이후, 1945년 10월 2일부터 샌프란시스코 강화조약이 발효된 1952년 4월 28일까지 6년 반 동안 일본에 있었던 연합군의 최고위 사령부이다.
당시 일본에서 SCAP은 GHQ라고도 불렸다. 초기에는 미국이 단독으로 일본을 점령, 통치하였으나 1946년 2월 26일에 11개국으로 구성된 극동위원회가 발족한 이후로는 이 위원회에서 일본 관리에 대한 기본정책을 결정하였다.
최고 사령관은 더글러스 맥아더 장군으로 미국이 실질적인 일본점령의 실권을 가지고 있었고, 이들 중 몇몇이 일본의 새 헌법 초안을 기안하였고, 새 헌법은 나중에 몇 군데 수정을 거쳐 일본국 헌법으로 채택되었다.
통치방식은 일본의 통치기구를 이용한 간접통치방식을 취하였다.

## 개요
제2차 세계대전 후 연합국이 포츠담 선언 및 항복문서에 입각한 대일점령정책을 추진하기 위해 1945년 8월 일본 요코하마(橫浜)에 처음으로 연합국 최고사령부 기관을 설치하게 되었다. 그리고 이어 1945년 9월 15일 GHQ는 본부를 도쿄(東京) 히비야(日比谷)로 옮겼다.
조직은 인사·정보·작전·후방 4개부로 이루어진 참모부(G-1, 2, 3, 4)와 민정국·천연자원국·경제과학국·민간정보국 등으로 이루어진 특별부문을 근간으로 하며 극동국제군사재판소도 그 관할하에 있었다. 연합국의 대일정책결정기관으로서 워싱턴에 극동위원회, 도쿄에 GHQ 자문기관으로서 대일이사회가 설치되어 있었지만, 연합군 선발 부대가 아쓰기 해군 비행장에 도착하기에 앞서서 트루먼 미국 대통령이 대일단독통치를 언명한 것에서 알 수 있듯이 실질적으로 GHQ는 미국의 기관이며 미국이 최고 권력을 장악하고 있었다.
연합국인 미국이 GHQ 지령을 일본정부에 하달하고 일본정부가 이를 실천에 옮기는 간접통치방식이 채택되었다. 이 기관은 1952년 4월 28일 대일강화조약의 발효와 함께 폐지되었다.

## 구조

### 부서
- 일본에 대한 연합국 위원회 (Allied Cuncil for Japan)
- 부관(Aide-de-camp)
- 참모총장 (General Staff Section)
  - 공공정보국 (Public Information Section)
  - 극동사령부 총참모부
    - 제1부 (G-1, 인사)
    - 제2부 (G-2, 정보)
    - 제3부 (G-3, 작전)
    - 제4부 (G-4, 지원)

  - 외무국 (Diplomatic Section)
  - 국제검찰국
  - 법무국 (Legal Section)
- 참모부장
  - 부관부 (Adjutant General's Section (AGS))
  - 민사국 (Civil Affairs Section (CAS))
  - 민간통신국 (Civil Communication Section (CCS))
  - 민간역과국 (Civil Historical Section (CHS))
  - 민간정보교육국 (Civil Information & Educational Section (CIE))
  - 민간첩보국 (Civil Intelligence Section (CIS))
  - 민간자산관리국 (Office of Civil Property Custodian)
  - 민간운수국 (Civil Transportation Section (CTS))
  - 경제과학국 (Economic & Scientific Section (ESS))
  - 민정국 (Government Section (GS))
  - 천연자원국 (Natural Resources Section (NRS))
  - 회계검사국 (Office of Comptroller)
  - 공중위생복지국 (Public Health Welfare Section (PHW))
  - 국제검찰국 (International Prosecution Section)
  - 극동군 법무부 (Judge Advocate Section)
- 외교임무대, 기관
  - 노르웨이
  - 네덜란드
  - 벨기에
  - 오스트레일리아
  - 인도
  - 중국
  - 포르투갈
  - 프랑스
  - 캐나다

## 같이 보기
- 연합군 점령하 일본
- GI 베이비
- 존 다우어

## 참고 자료
- 유용태; 박진우; 박태균 (2010년 12월 10일). 《함께 읽는 동아시아 근현대사 2》. 창비. ISBN 9788936482589.
- 한중일3국공동역사편찬위윈회 (2012년 5월 29일). 《국제 관계의 변동으로 읽는 동아시아의 역사》. 한중일이 함께 쓴 동아시아 근현대사 1. 휴머니스트. ISBN 9788958624950.
- 타카마에 에이지 (2011년 8월 10일). 《GHQ 연합국 최고사령관 총사령부》. 번역 송병권. 평사리. ISBN 9788992241311.
- 구태훈; 조명철 (2005년 1월 25일). 《일본근세근현대사》. 한국방송통신대학교 출판부. ISBN 9788920142086.
- 아메미야 쇼이치 (2012년 10월 2일). 《점령과 개혁》. 일본 근현대사 시리즈-07. 번역 유지아. 어문학사. ISBN 9788961841443.
- 이시카와 마쓰미 (2006년 9월 7일). 《일본 전후 정치사》. 번역 박정진. 후마니타스. ISBN 9788990106247.
- 한도 가즈토시 (2010년 8월 15일). 《쇼와사 2 : 1945 - 1989 전후편》. 번역 박현미. 루비박스. ISBN 9788991124028.
- “連合国最高司令官総司令部” [연합국 최고 사령관 총사령부] (일본어). 일본 국립국회도서관. 2007년 12월 3일에 원본 문서에서 보존된 문서. 2020년 1월 16일에 확인함.
- “終戦連絡横浜事務局関係文書” [종전 연락 요코하마 사무국 관계 문서] (일본어). 일본 국립국회도서관 헌정 자료실. 2019년 2월 2일. 2020년 1월 16일에 확인함.
- Harold W. Nelson (1994년 1월 31일). 〈Chapter III: The Command Structure: AFPAC, FEC and SCAP〉. 《Reports of General MacArthur》 (영어). Washington, D.C.: 미국 육군 역사관. 2019년 4월 14일에 확인함.